# 门希阿尔托夫
门希阿尔托夫（德語：Mönchaltorf）是瑞士联邦苏黎世州乌斯特区的市镇。该市镇面积为7.62平方千米，海拔高度442米，2018年12月31日人口数为3,769。

## 外部連結
- 门希阿尔托夫官方网站 （页面存档备份，存于） （德文）